# Batalha de Chiari
A Batalha de Chiari travou-se a 1 de Setembro de 1701 entre as forças da Monarquia de Habsburgo comandadas pelo Marechal Eugénio de Saboia e as forças conjuntas do Reino de França, Reino de Espanha e Ducado de Saboia, lideradas pelo Marechal François de Neufville, Duque de Villeroi e resultou numa vitória austríaca. A Batalha de Chiari enquadra-se na Guerra de Sucessão Espanhola que se iniciara nesse mesmo ano, após a morte do rei Habsburgo Carlos II de Espanha em Novembro do ano anterior e a sua nomeação de Filipe d'Anjou como sucessor.
Leopoldo I de Habsburgo procurou então apoderar-se do Ducado de Milão (possessão espanhola desde da abdicação de Carlos Vem 1556), dando início logo em 1701 à Campanha de Itália sobre a liderança do Príncipe Eugénio. O encontro em Chiari acontece após a derrota francesa de Carpi em Junho desse ano, que levara à substituição do Marechal de La Faucounnerie por Villeroi. Este traz consigo ordens expressas de Luís XIV para expulsar as forças imperiais do Norte de Itália. Adivinhando a intenção de Villeroi de atacar a qualquer custo, o Príncipe Eugénio entrincheirou-se em frente à pequena fortaleza de Chiari e aguardou o ataque francês.
A estratégia do Príncipe Eugénio revelou-se eficaz e, numa batalha de várias horas, a forças austríacas, menos numerosas, infligiram uma pesada derrota ao exército de Villeroi. Esta segunda batalha da Campanha Italiana reforçou a posição austríaca na Lombardia. Foi de resto o sucesso inicial do avanço austríaco no Norte de Itália que logrou atrair as Potências Marítimas para a guerra. De facto, apenas alguns dias depois da vitória de Chiari, Leopoldo I convencia Guilherme III de Inglaterra a assinar o Tratado de Den Hague, marcando o início do envolvimento do Reino de Inglaterra e das Províncias Unidas no conflito.